# Ryjet
Ryjet, auch RYJET - Aerotaxis del Mediterraneo, war eine kleine spanische Fluggesellschaft mit Sitz in Málaga. Trotz des Namens der Fluggesellschaft umfasste ihre Flotte keine Jets, nur Turboprop-Flugzeuge.

## Geschichte
Die Fluggesellschaft wurde 1999 gegründet und sollte Lufttaxi-, Fracht- und Charterdienste in Spanien, Portugal und Marokko anbieten. Die meisten Flüge fanden jedoch zwischen Málaga und Melilla statt. Bis 2011 errichtete die Fluggesellschaft eine Art Luftbrücke zwischen der südspanischen Stadt und dem spanischen Besitz an der marokkanischen Küste und erhöhte die Anzahl ihrer Flüge auf 108 pro Monat.
Ryjet sorgte 2007 für Schlagzeilen, als bekannt wurde, dass sie hohe Beträge als Anzahlung für Piloten verlangt hatte, die für das Unternehmen arbeiten wollten. In den folgenden Jahren wurden weitere Unregelmäßigkeiten im Betrieb der Fluggesellschaft festgestellt.
Bis März 2012 hatte Ryjet große finanzielle Probleme und Schwierigkeiten, ihre Rechnungen zu bezahlen. Drei Monate später gab Ryjet aufgrund des Zahlungsverzuges ihren Fluggästen und Mitarbeitern die Einstellung des Betriebes bekannt.

## Flotte
- 1 Saab 340
- 1 BAe Jetstream